# Marcel·lí de Castellví
Marcel·lí de Castellví (Castellví de la Marca, Alt Penedès, 11 de setembre de 1908 - Bogotà, 25 de juny de 1951) és el nom de religió del missioner de l'orde caputxí i lingüista Joan Canyes i Santacana.
Va destacar pel seu compromís personal establint ponts de diàleg i coneixement entre les cultures amazòniques i l'occidental, i més concretament entre les visions religioses del vell i del nou món.
Fill d'una família de destacats membres, era germà dels també caputxins Marc de Castellví, Marcel·lià E. de Vilafranca, primer prefecte apostòlic de la Prefectura Apostòlica de Leticia (Colòmbia), i Marçal de Vilafranca, i també de Manuel Canyes, advocat assessor de l'Organització dels Estats Americans (OEA). Després de cursar els estudis primaris al "Col·legi de Sant Ramon", de Vilafranca del Penedès, l'any 1918 va ingressar a l'escola seràfica dels framenors caputxins, a Igualada, on cursa classes d'humanitats fins a l'any 1924, quan s'incorpora al noviciat dels caputxins establert a la ciutat de Manresa. Després de professar la Regla de sant Francesc el 1925, Joan Canyes comença els estudis de filosofia al convent d'Olot, i, després, els de teologia al convent de Sarrià. Finalment, va completar i perfeccionar els estudis eclesiàstics a la Universitat Gregoriana de Roma durant els anys 1928-1930, obtenint la llicenciatura en teologia. Malalt de tuberculosi, el destinaren a les missions caputxines de Colòmbia, on, el 1931, per motius de salut, fou destinat a la zona muntanyenca de la missió i Vicariat Apostòlic del Caquetá, a la Vall de Sibundoy. Ja establert a territori missional, el 1932 fou ordenat de sacerdot a Sibundoy. Va començar a destacar en les recerques americanistes i el 1933 va fundar el "Centro de investigaciones lingüísticas y etnográficas de la Amazonia colombiana" (CILEAC), que comprenia una biblioteca especialitzada en diverses ciències sobre aquesta zona, especialment en el camp lingüístic, i un remarcable museu arxiu. Creant el CILEAC, Marcel·lí de Castellví recollia l'herència de la tasca etnogràfica iniciada pels primers missioners caputxins a l'Amazònia encapçalats per Fidel de Montclar, a través dels estudis etnogràfics, folklòrics, històrics i, especialment, lingüístics. Amb la col·laboració d'altres missioners caputxins que treballaven pastoralment al Caquetá, va estudiar uns noranta dialectes i llengües indígenes de l'Amazònia, i ell mateix en descobrí una dotzena de noves. Va proposar una pertinent classificació. El resultat va ser un catàleg d'unes 80.000 fitxes lingüístiques. Va ser membre actiu de trenta-tres acadèmies i entitats científiques, i va col·laborar amb altres cinquanta-tres, assolint una autoritat científica de renom mundial. Va participar en congressos internacionals i va publicar una extensa i notable obra, investigant la llengua, la música popular i altres tradicions indígenes. Va representar el CILEAC i l'Institut d'Antropologia de Madrid al VI Congrés de Lingüística celebrat a París el 1948, i en el III Congrés Internacional de Ciències Antropològiques de Brussel·les, com a membre del "Instituto Antropológico Bernardino de Sahagún" adscrit al "Consell Superior d'Investigacions Científiques". També va participar en el Congrés Internacional de Filosofia de Barcelona l'octubre de 1948, i al Congrés Internacional d'Americanistes celebrat a Nova York el 1949.
Entre les seves obres escrites destaca el Manual de investigaciones etnográficas para uso de los misioneros capuchinos del Vicariato Apostólico del Caquetá, Putumayo y Amazonas (1934). El 1940 va promoure la revista “Amazonia Colombiana Americanista”, editada pel mateix CILEAC, on es van publicar els seus estudis. Com a intel·lectual i estudiòs va participar en nombrosos congressos, on proposà el seu mètode de recerca anomenat “panantropològic” i “panètico-antropològic”. Els treballs de recerca promoguts pels missioners catalans van rebre el suport moral de Propaganda Fide i, també, de la Conferència Episcopal Colombiana, comptant amb el reconeixement dels americanistes més eminents com ara Paul Rivet, que el 1938 el va acceptar com a membre vitalici de la "Société des Américanistes de Paris", reconeixent, d'aquesta manera, la vàlua de les seves tasques i recerques etnogràfiques i lingüístiques a l'Amazònia. En el camp pastoral, fou capdavanter d'una predicació missionera i formació religiosa obertes, molt abans de les orientacions emanades en aquest sentit del Concili II del Vaticà.
L'obra de Castellví estigué sota la influència del moviment cultural de la Renaixença catalana, com la resta de frares caputxins. Marcel·lí de Castellví va adoptar alguns dels mètodes de treball utilitzats en l'Arxiu d'Etnografia i Folklore de Catalunya, creat l'any 1915 per Tomàs Carreras i Artau, tal com ho reconegué el mateix Castellví l'any 1944 en les pàgines del segon volum de la revista Amazonia Colombiana Americanista. Els missioners del CILEAC seguien la vida cultural i política de Catalunya a través del periodic La Veu de Catalunya, rebut a la missió colombiana. Va intentar aplicar als territoris de l'Amazònia els mètodes etnogràfics ja assajats en territori català.
El 1942 el botànic colombià Armando Dugand li va dedicar una planta, Ficus castellviana Dugand.
El juny de 1951 va morir a Bogotà a causa d'una forta encefalitis. Postumament, el religiós agustí Lucas Espinosa va recuperar el principal estudi lingüístic de Marcel·lí de Castellví, que fou editat pel CSIC. Després de la seva mort, el CILEAC fou traslladat a Bogotà. El Govern colombià es va comprometre a mantenir i prosseguir l'obra cultural del savi caputxí catala a través de la protecció institucional del CILEAC, assignant un pressupost anual, però, malauradament, tot queda en bones intencions i, a partir d'aleshores, començà la decadència del CILEAC, que duraria fins a la dècada dels anys setanta, quan el centre, cessà totalment les seves activitats de recerca i publicacions.